# Lithophilus
Lithophilus (лат.) — род божьих коровок из подсемейства Coccidulinae.

## Описание
Тело сильно удлинённое, узкое, имеет волосяное опушение, Переднеспинка сильно сужена к основанию, её задние углы заострённые, плечевые углы с зубцевидным выступом. Голова, переднеспинка и задняя часть надкрылий бурые. Нижняя часть второго сегмента лапок не вытянута, лапки явственно четырёх-сегментные.

## Экология
Живут под камнями.

## Систематика
В составе рода:
- Lithophilus connatus (Panzer, 1796)
- Lithophilus cordatus Rosenhauer, 1856
- Lithophilus creticus Reitter, 1889
- Lithophilus deserticola Wollaston, 1864
- Lithophilus gandhara (Kapur, 1948)
- Lithophilus graecus Reitter, 1880
- Lithophilus kalawritus Reitter, 1883
- Lithophilus khnzoriani Hernando & Ribes, 1990
- Lithophilus lindemannae (Fürsch, 1960)
- Lithophilus marginatus Reitter, 1884
- Lithophilus robusta (Kapur, 1948)
- Lithophilus tauricus Semenov, 1902
- Lithophilus tinerfensis Hodgson, 1987